# Нарышкино (Тёпло-Огарёвский район)
Нарышкино — село в Тёпло-Огарёвском районе Тульской области России.
В рамках административно-территориального устройства является центром Нарышкинского сельского округа Тёпло-Огарёвского района, в рамках организации местного самоуправления включается в Нарышкинское сельское поселение.

## География
Расположено в 8 км к северу от райцентра, посёлка городского типа Тёплое, и в 57 км к югу от областного центра, г. Тулы. 

## Население
| 2002 | 2010 |
| ---- | ---- |
| 165  | ↗175 |